# آنا تينا
آنا تينا (بالإسبانية: Ana Tena)‏ هي كاتِبة وشاعرة إسبانية، ولدت في 1966 في Panillo ‏ في إسبانيا.